# Grateful Dawg
Grateful Dawg ist ein Dokumentarfilm über die gemeinsamen Auftritte der Musiker Jerry Garcia und David Grisman. Er wurde auf verschiedenen Filmfestivals gezeigt, u. a. beim Mill Valley Film Festival, Newport International Film Festival, Austin Film Festival, High Falls Film Festival und Telluride Film Festival.

## Geschichte
Der Grateful Dead-Bandleader Jerry Garcia und der Mandolinenspieler David Grisman kannten sich seit den frühen 1960er Jahren und haben immer wieder einzeln oder in Projekten zusammengearbeitet, wie z. B. beim Deadalbum American Beauty. Das erste und einzige Bandprojekt war 1973 die Band Old and in the Way, doch die Band hielt nur ein Jahr und die Wege von Garcia und Grisman trennten sich weitgehend. Garcia war bis zu seinem Tod 1995 der Bandleader von Grateful Dead und Grisman arbeitete an seinem Ruf, der beste Mandolinenspieler der Welt zu sein. Erst 1991 begannen sie wieder gemeinsam Alben aufzunehmen und stellen bis zu Garcias Tod sechs Alben zusammen, die teilweise erst später veröffentlicht wurden.
Noch zu Garcias Lebzeiten entwickelte sich die Idee des Dokumentarfilmes von Grismans Tochter Gillian Grisman, die zu jeder Zeit, wenn Garcia und ihr Vater zusammen waren, um zu proben, um auf Konzerten zu spielen oder einfach nur um zu redeten, dies filmte und diese Aufnahmen später auch für den Dokumentarfilm verwendete.
Die Konzertaufnahmen stammen weitgehend von zwei Konzerten. Eines vom 18. Dezember 1990 im Sweetwater Saloon in Mill Valley, Kalifornien, und das andere vom 17. Dezember 1991 im Warfield Theatre in San Francisco. Neben den Konzertmaterial und den privaten Aufnahmen von Garcia und Grisman, wurden Interviews mit Freunden und ehemaligen Mitarbeitern verwendet, wobei auffällt, dass keiner der ehemaligen Grateful Dead Mitgliedern zu sehen ist, dafür aber Garcias letzte Frau und der Sohn von Bill Kreutzmann Justin Kreutzmann, beides ebenfalls Regisseure. Dies liegt vor allem daran, dass Gillian Grisman meinte, dafür keine Zeit zu haben, jeden einzelnen von Grateful Dead mit einzubringen und sich deshalb nur auf Jerry Garcia an sich konzentrieren wollte. Zudem mochte sie einfach nicht, wofür die Deads standen.
Musikalisch lässt sich das gemeinsame Musikgut der beiden Musiker den Genres Folk und Bluegrass mit Einflüssen aus dem Jazz zuordnen.

## Titelliste der Soundtrack-CD
1. Intro (Garcia, Grisman) – 1:41
2. Grateful Dawg [Live] (Crave, Garcia, Grisman, Kervin) – 3:47
3. Wayfaring Stranger (Bill Monroe) – 4:28
4. Sweet Sunny South (Crave, Garcia, Grisman, Kervin) – 3:49
5. Old and in the Way Intro (Peter Rowan) – 1:35
6. Pig in a Pen (Old and in the Way) – 2:52
7. Dawg's Waltz (Crave, Garcia, Grisman, Kervin) – 3:30
8. Sitting Here in Limbo (Jimmy Cliff) – 7:03
9. Off to Sea Once More (Ewan MacColl) – 4:30
10. Off to Sea Once More (Crave, Garcia, Grisman, Kervin) – 5:23
11. Jenny Jenkins (Crave, Garcia, Grisman, Kervin) – 4:28
12. Arabia (Crave, Garcia, Grisman, Kervin) – 16:03
13. The Thrill Is Gone (Crave, Garcia, Grisman, Kervin) – 4:45
14. Friend of the Devil (Robert Hunter, Garcia) – 6:57
15. Grateful Dawg (studio) (Crave, Garcia, Grisman, Kervin) – 3:44

## Rezeption
Der Film erhielt mehrheitlich gute Kritiken, was sich auch in den Auswertungen US-amerikanischer Aggregatoren widerspiegelt. So erfasst Rotten Tomatoes überwiegend positive Besprechungen und ordnet den Film als „Frisch“ ein. Laut Metacritic fallen die Bewertungen im Mittel „Grundsätzlich Wohlwollend“ aus.

„Die ungewöhnliche Musikerfreundschaft zwischen dem Gitarristen der Kult-Band ‚Grateful Dead‘ Jerry Garcia und dem Mandolinen- und Banjovirtuosen David Grisman nimmt Grismans Tochter zum Anlass, um eine liebvoll montierte Hommage an die Country & Folk-Musik der amerikanischen Westküste zu realisieren. Weniger ein investigativer Dokumentarfilm als ein Dokument über ein Duo, das Jahrzehnte lang die amerikanische Musikgeschichte geprägt hat.“

Die Dokumentarfilm gewann 2001 beim Newport International Film Festival den Audience Award für den besten Dokumentarfilm.